# Cornelia de Lange
Cornelia de Lange (née à Alkmaar aux Pays-Bas le 24 juin 1871 et morte à Amsterdam le 28 janvier 1950) est une pédiatre et professeur de pédiatrie néerlandaise. Elle fut la cinquième femme médecin aux Pays-Bas.

## Travaux
En 1933, elle décrit pour la première fois sur deux enfants à Amsterdam, l'ensemble de symptômes qui portera son nom : le syndrome de Cornelia de Lange, appelé aussi le syndrome de Brachmann-de Lange.